# Выборы на Барбадосе
Выборы на Барбадосе — процедура проведения парламентских (всеобщих) или дополнительных выборов и определения результатов выборов на Барбадосе. 
Выборы — это процедура, при котором проводится голосование для демократического избрания национальных кандидатов на ту или иную должность. В случае Барбадоса это механизм, с помощью которого избиратели выбирают членов для заполнения выборных должностей в Палате собрания. Выборы проводятся в день голосования. Парламентские выборы не имеют фиксированных дат, однако они должны быть назначены в течение 5 лет после церемонии открытия парламента и последних выборов. 
Правила выборов Барбадоса связаны определёнными частями Конституции, различными другими отдельными законодательными актами и другими постановлениями или административными правилами или постановлениями, принятыми комиссией. 
В стране действует двухпартийная система, в которой доминируют левоцентристская Барбадосская лейбористская партия и более левая социал-демократическая Демократическая лейбористская партия. В настоящее время другим партиям сложно добиться успеха на выборах.

## Власть
Выборы на Барбадосе являются обязанностью Комиссии по выборам и границам (E&BC). Она возглавляется главным избирательным комиссаром и состоит из пяти членов, которые выбираются исключительно на основе опыта. Эти члены избираются как премьер-министром, так и оппозицией сроком на 5 лет.

## Право голоса
Голосование на Барбадосе по закону является добровольным, а регистрация для участия в выборах проводится Органом управления выборами. Требования к избирателям следующие:
- Избиратель является гражданином Барбадоса, его возраст составляет не менее 18 лет и он проживает в избирательном округе не менее трёх месяцев до даты участия[6].
- Избиратель является гражданином Содружества, его возраст составляет не менее 18 лет и он законно проживал на Барбадосе не менее трёх лет подряд[7], а также в избирательном округе не менее трёх месяцев до даты участия[6].
- Избиратель является гражданином страны, не входящей в Содружество наций, его возраст составляет не менее 18 лет и он законно проживал на Барбадосе не менее 7 лет, а также в избирательном округе не менее трёх месяцев до даты участия[8].

## Голосование
Для проведения выборов генерал-губернатор Барбадоса должен официально издать приказ, требующий проведения выборов.
Незадолго до дня выборов избирателям будет отправлена карточка с указанием местонахождения их избирательных участков. Чтобы принять участие в дне выборов, избиратели посещают указанный им избирательный участок, где они зарегистрированы для участия в национальных выборах. На участке избиратель должен предъявить своё национальное удостоверение личности, чтобы получить один бумажный бюллетень. Чтобы проголосовать, избирателю необходимо вручную отметить свой бюллетень, ставя крестик (X) рядом с кандидатом, которого о хочет представить (любая другая пометка или комментарий к бумаге делает бюллетень недействительным). По завершении анонимный бюллетень помещается в запечатанную урну для голосования для последующего подсчёта.

### Подсчёт
Подсчёт бюллетеней производится в специальных счётных центрах. Урны для голосования собираются на каждом избирательном участке в избирательном округе и доставляются в центр подсчёта голосов. Там печать проверяется перед открытием ящиков и подсчётом голосов за каждого кандидата. Победитель определяется множественным голосованием. Когда подсчёт завершается, результаты голосования в том или ином округе объявляются ответственным за подсчёт голосов, который объявляет победителя выборов.

## Кандидаты
Местное самоуправление было распущено в период с 1967 по 1969 год, когда был назначен временный комиссар по местному самоуправлению, который передал все обязанности национальному правительству. Согласно нынешней системе, избиратели не голосуют напрямую за премьер-министра. Вместо этого избиратели голосуют за баллотирующихся кандидатов в своём округе, чтобы выбрать, кого они хотят представлять их в Палате собрания. Все остальные должности в правительстве являются наследственными, номинальными или назначаются напрямую.

### Правительство
- Глава государства — не избирается, должность монарха страны передаётся по наследству[11].
  - Генерал-губернатор Барбадоса — не избирается, назначается монархом (главой государства) по рекомендации премьер-министра Барбадоса.
- Глава правительства — согласно Конституции, назначается генерал-губернатором. Генерал-губернатор назначает премьер-министром члена Палаты собрания, который, по его мнению, лучше всех может пользоваться доверием большинства членов этой Палаты собрания[12].
- Парламент Барбадоса состоит из двух палат:
  - Палата собрания состоит из 30 членов, избираемых на пятилетний срок по одномандатным округам.
  - В Сенат входит 21 назначенный член: 7 из них избираются генерал-губернатором, 12 — премьер-министром и 2 — лидером оппозиции.

### Требования
Требования к участию в выборах следующие:
- Кандидат является гражданином Барбадоса, его возраст составляет не менее 18 лет и он проживает на Барбадосе не менее 7 лет до даты участия[13].
- Кандидат является гражданином Содружества, его возраст составляет не менее 21 года и он законно проживает на Барбадосе не менее 7 лет до даты участия[13][13].

## Пересчёт голосов
Пересчёт голосов проводится по запросу любого кандидата, участвующего в всеобщих выборах. В случае спора по любому кандидату Избирательный суд, состоящий из трёх судей, отвечает за рассмотрение избирательной петиции, при её рассмотрении он имеет те же полномочия и юрисдикцию, что и Верховный суд.